# Морнико-Лозана
Морнико-Лозана (итал. Mornico Losana) — коммуна в Италии, располагается в регионе Ломбардия, в провинции Павия.
Население составляет 724 человека (2008 г.), плотность населения составляет 91 чел./км². Занимает площадь 8 км². Почтовый индекс — 27040. Телефонный код — 0383.
Покровителями коммуны почитаются святые Косма и Дамиан, целители безмездные, празднование 6 сентября.

## Демография
Динамика населения:

## Администрация коммуны
- Официальный сайт: